# Камыш-Бурунская ТЭЦ
Камыш-Бурунская ТЭЦ — теплоэлектроцентраль, обеспечивающая значительную часть от общегородской потребности в тепловой энергии Керчи. Является резервным источником электрообеспечения города.
Планировалось, что 1 января 2022 года, в связи с окончанием действие статуса вынужденной генерации станция будет выведена из эксплуатации, однако, в связи с планами по электрификации Крымской железной дороги, в 2021 году начались работы по капитальному ремонту корпусов, генератора и устройств водозабора.
Действующее оборудование после 2022 года будет исключено из льготных (вынужденных) поставщиков электроэнергии.

## История
В 1932 году на территории Камыш-Бурунского железорудного комбината началось строительство временной электростанции, которая была введена в эксплуатацию 28 октября 1938 года. Электростанция проработала автономно в составе комбината до 28 ноября 1959 года.
С 1 января 1972 года в связи с увеличением тепловой нагрузки Камыш-Бурунская ГРЭС была переименована в Камыш-Бурунскую ТЭЦ.
В 1980—1984 годах проведена заменена паровых турбин. Были установлены три новые турбины. В процессе монтажа турбины ст. № 1, № 3 типа ПТ-12-35/1ОМ КТЗ реконструированы для работы в режиме «ухудшенного» вакуума, ст. № 2 типа ПР-6-35/10/5 была реконструирована для работы в режиме противодавления.
С 1997 года турбина ст. № 1 после замены ротора работает в режиме нормального вакуума.
В 2004 году энергетические паровые котлы типа БКЗ-75-39ФБ ст. № 3, 4 переведены на сжигание природного газа.
С 2004 года Камыш-Бурунская ТЭЦ — структурное подразделение ООО «КрымТЭЦ». В 2013 году ООО «КрымТЭЦ» было преобразовано в ПАО «КрымТЭЦ».
Весной 2014 года была построена опреснительная установка производительностью 50 тонн в час. Полученная вода будет использоваться для подпитки теплосети и паровых котлов, что значительно снизит нагрузку на сети городского водоканала. При этом качество воды будет намного выше, чем при используемом ранее способе очистки.
В 2015 году проводилась реконструкция ТЭЦ, которая увеличила ее максимальную мощность на 5 МВт. Согласно расчётам максимальная мощность возрастёт до 32 МВт, но мощность третьей турбины сильно зависит от тепловой нагрузки.
Рассматривался проект модернизации ТЭЦ с установкой двух ПГУ общей мощностью 126 МВт на базе газовых турбин мощностью 25 МВт.
Стоимость реконструкции оценивалась в 8,7 млрд рублей. Инвестором выступало АО «Крымтеплоэлектроцентраль», которое является оператором Камыш-Бурунской ТЭЦ.
Весной 2020 года выполнены подготовительные работы на площадке Камыш-Бурунской ТЭЦ.
В декабре 2020 года объявлены тендеры на выполнение капитального ремонта паровой турбины ТП-12-35/10М турбогенератора № 3
. Строительные работы начались в мае 2021 года.

## Распределительные устройства
С западной стороны ТЭЦ расположено открытое распределительное устройство подстанции «КБ ТЭЦ».
А в километре северо-западнее была построена подстанция «Камыш-Бурун» с ОРУ-220.
В 2015 году подстанция ПС 220 кВ «Камыш-Бурун» была расширена и к ней подключена первая ветка энергомоста.